# Franci Čop
Pour les articles homonymes, voir Čop.
Franci Čop, né le 17 novembre 1914 à Maribor en Autriche-Hongrie et mort le 6 novembre 2003 à Maribor en Slovénie, est un skieur alpin yougoslave. Il participe aux Jeux olympiques d'hiver de 1936 à Garmisch-Partenkirchen en Allemagne et aux Jeux olympiques d'hiver de 1948 de Saint-Moritz en Suisse.